# J.T. Miller
J.T. Miller (East Palestine, Ohio, 14 de marzo de 1993), apodado Millsy o Billy, es un jugador profesional estadounidense de hockey sobre hielo que se desempeña en la posición de centro en Vancouver Canucks, equipo de la National Hockey League (NHL).

## Carrera
Fue seleccionado en la primera ronda en la NHL Entry Draft de 2011. En 2012 hizo su debut profesional con el equipo New York Rangers, en el cual jugó seis temporadas (2012-2017), después pasó a Tampa Bay Lightning (2017-2019), luego a Vancouver Canucks, donde lleva jugando cinco temporadas.